# Municipio Melchor Ocampo (México)
Koordinaten: 19° 42′ 29″ N, 99° 8′ 38″ W
Melchor Ocampo ist ein Municipio im mexikanischen Bundesstaat México. Es gehört zur Zona Metropolitana del Valle de México, der Metropolregion um Mexiko-Stadt. Die Gemeinde hatte im Jahr 2010 50.240 Einwohner, ihre Fläche beträgt 17,9 km².
Verwaltungssitz und größter der neun Orte im Municipio ist das gleichnamige, auch als San Miguel Tlaxomulco bekannte Melchor Ocampo. Weitere größere Ansiedlungen im Municipio sind Colonia 2 de Septiembre, San Francisco Tenopalco und Lomas de Tenopalco.

## Geographie
Melchor Ocampo liegt etwa 20 km nördlich der Stadtgrenze von Mexiko-Stadt auf etwa 2260 m Höhe.
Das Municipio Melchor Ocampo grenzt an die Municipios Cuautitlán, Teoloyucan, Nextlalpan und Tultepec.